# Stäubli International

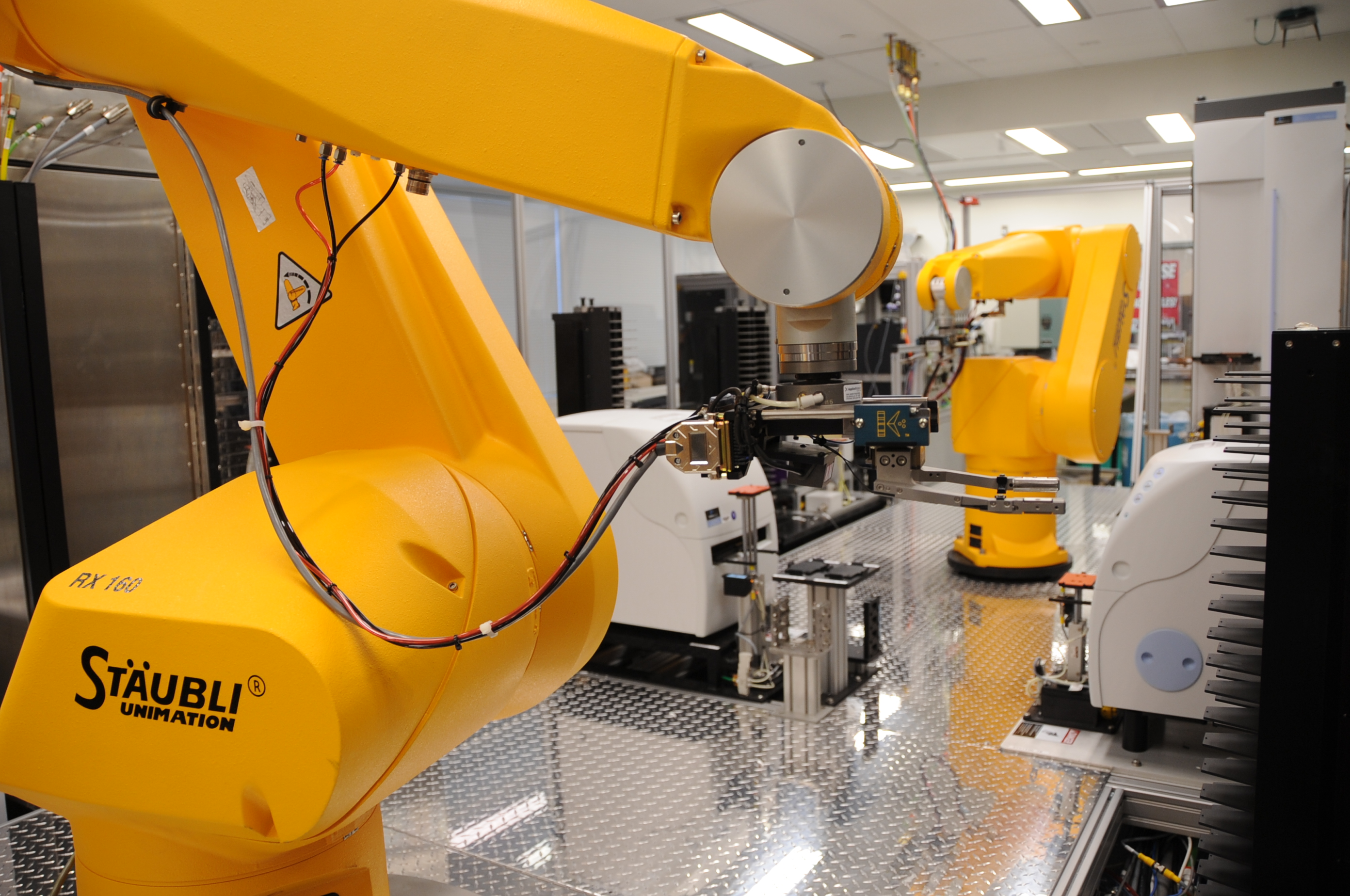
Stäubli-Roboter in der Chemogenetik

Stäubli International AG ist ein international tätiger Schweizer Anbieter von Industrie- und Mechatronik-Lösungen mit vier Divisionen: Electrical Connectors, Fluid Connectors, Robotics und Textile. Das Unternehmen ist in 28 Ländern tätig und in 50 Ländern vertreten. Stäubli beschäftigt insgesamt 6.000 Angestellte.

## Geschichte
Stäubli wurde 1892 durch Hermann Stäubli (1867–1940) und Rudolf Schelling unter dem Namen Schelling & Stäubli als Reparaturwerkstätte für Textilmaschinen in Horgen am Zürichsee gegründet. 1893 wurde die erste Schaftmaschine (Rattieren) als Eigenkonstruktion ausgeliefert.
1896 wurde ein eigenes Betriebsgebäude am heutigen Standort (Stäubli Areal West) in Horgen mit 32 Mitarbeitern bezogen, das 1899 und 1937 erweitert wurde. Im gleichen Jahr wurde die erste schussfolgerichtig arbeitende Schaftmaschine mit Holzkartensteuerung produziert. 1900 folgte die erste Schaftmaschine mit Lochkarteneinlesung. Nach dem Tod von Rudolf Schelling 1906 trat Bruder Robert Stäubli als Teilhaber in die umfirmierte Firma Gebrüder Stäubli ein. Die erste Gegenzugschaftmaschine für Musterkarten aus Holz entsteht.
Die erste Zweizylinder-Papierkarten-Schaftmaschine und die erste Nameneinwebmaschine wurden 1937 hergestellt. 1955 folgte die erste Gegenzugschaftmaschine mit aufgehobenem Funktionsspiel.
1943 schlossen sich die vier Textilmaschinenfabriken Grob, Schweiter, Stäubli und Vollenweider zur Vertriebs- und Werbegemeinschaft «Die 4 von Horgen» zusammen, um die kriegsbedingten Schwierigkeiten zu meistern und ihre Selbständigkeit zu bewahren.
In den 1950er Jahren weitete sich das Unternehmen aus. 1966 erfolgte die Markteinführung der Schnellverschlusskupplung im Druckbolzenprinzip für Hydraulik- und Pneumatikanwendungen. 1971 entstand die erste spielfreie Rotationsschaftmaschine in Monoblockgehäuse mit Ölbad.
1982 kam es zu einer Zusammenarbeit mit dem US-Roboterhersteller Unimation und zur Gründung der Abteilung Automatik und Robotik.
Im Jahre 1983 wurde die Jacquardmaschinenproduktion von der 1883 in Lyon gegründeten Firma Verdol übernommen. Die erste elektronisch gesteuerte Rotationsschaftmaschine mit Programmiersystem kam auf den Markt und 1987 wurde mit der ersten elektronischen Jacquardmaschine das Lochkartensystem abgelöst.
1993 wurde die Tec-Sem AG akquiriert, 1994 der Bereich Webereivorbereitungssysteme der Zellweger Uster AG, 2002 der Schweizer Steckverbinder-Hersteller Multi-Contact und 2007 das Elektronikunternehmen DEIMO.
Der Hauptsitz der Stäubli International und die Stäubli Holding AG befinden sich in Pfäffikon SZ und der Vertrieb und Kundendienst für Schnellkupplungen und Robotik in Horgen.
Auf dem ehemaligen Fabrikareal der Stäubli AG in Horgen realisierte die Firma Allreal bis 2014 total fünf Wohn- und Geschäftshäuser mit gesamthaft 131 Wohnungen.

## Produktbereiche

### Electrical Connectors
- Elektrische Steckverbinder und komplett verkabelte Baugruppen, die in unterschiedlichen Industriebranchen wie Automobilindustrie, Energietechnik oder Automatisierung eingesetzt werden.[6]
- Verbindungslösungen für Komponenten wie Batterien sowie für die komplette Infrastruktur inklusive Ladetechnik und Speichersystemen.[6]
- Photovoltaik-Steckverbinderhersteller.[7]

### Fluid Connectors
- Mono- und Multikupplungssysteme für das Verbinden und Trennen von medienführenden Leitungen für nahezu alle Gase und Flüssigkeiten.
- Werkzeugwechsel und -spannsysteme für den schnellen Wechsel von Spritzgiesswerkzeugen (= Kunststoffformen) in der Kunststoffindustrie.
- Die Kunden für Fluid Connectors kommen unter anderem aus der Automobilindustrie, der Kunststoffindustrie, dem Maschinen- und Anlagenbau, der Bahntechnik, der Stahlindustrie, der Chemie-, Pharma- und Medizintechnik, der Motorsporttechnik, der Luft- und Raumfahrt- und Militärtechnik.

### Robotics
- 6-Achs- und Scara- (4-Achs-Roboter, von Bosch Rexroth übernommen) Industrieroboter für höchste Wiederholgenauigkeit vor allem für Handhabungs-, Füge- und Lackierarbeiten. Mit dem TP80 FastPicker stellt die Firma einen der derzeit schnellsten auf dem Markt verfügbaren Pick & Place Roboter her.
- Die Kunden für Robotics kommen aus den Bereichen Automobil- und Fertigungsindustrie, Elektrotechnik und Halbleiterfertigung, der Kunststoffindustrie, der Lackiertechnik und der Maschinenbau-Industrie.[8]

### Textilmaschinen
- Jacquardmaschinen, Schaft- und Exzentermaschinen, Teppichwebanlagen, Webereivorbereitungssysteme.

## Unternehmen im Konzern
- Schönherr Teppichwebmaschinen (Bayreuth, Deutschland)
- Stäubli Electrical Connectors, elektrische Steckverbinder (Basel, Schweiz)
- Deimo (Carate, Italien)